# شمشیر اس‌اس
شمشیر افتخار SS (به آلمانی: SS-Ehrendegen)، همچنین شمشیراس‌اس (به‌طور رسمی شمشیر افتخاری رایشسفور اس‌اس)، شمشیری با لباس مستقیم است که از سال ۱۹۳۵ تا ۱۹۴۵ با لباس اس‌اس آلمان پوشیده می‌شد. شمشیر اس‌اس برای اولین بار در سال ۱۹۳۵ توسط کارل دیبیتس، مرجع شخصی هاینریش هیملر در مورد همه هنرها و طراحی‌های اس‌اس، طراحی شد. در اصل توسط پیتر دان ساخته شده‌است. شرکت کربس از زولینگن، آلمان.
این شمشیر دارای یک تیغه باریک و مستقیم بلند است که در طول‌های مختلف تولید می‌شود تا بتواند برای قد فرد پوشیده باشد. این شمشیر دارای یک کمان بند به شکل "D" به عنوان دسته است که همچنین دارای یک دسته چوبی آجدار سیاه است. این دسته با سیم نقره ای بسته می‌شود و دارای یک دیسک داخلی است که دارای رونهای پیچ و مهره SS است. غلاف در مینای دندان سیاه و سفید نقاشی است و بالا تزئینی نقره (قاب آویز) و پایین (chape) مانت. آن را با گره شمشیر بافتنی آلومینیومی که روی آن ساقه با رنگهای سیاه اس‌اس تزئین شده بود، می‌پوشیدند.
شمشیر افسر به رسمیت شناخته شده از شایستگی‌های ویژه، با صدور گواهی نامه ای از هاینریش هیملر به افسران منتخب اس‌اس-توتنکوف‌ورباند اعطا شد. همچنین به افسرانی که از مدارس یانکر-اس‌اس، اردوگاه‌های آموزش افسران اس‌اس فارغ‌التحصیل شده‌اند، اهدا شد. نسخه درجه دار (NCO) مشابه نسخه افسر است، اما پوسته دارای یک شکل ساده و بدون تزئین است. دستگیره نسخه NCO فاقد بسته‌بندی سیم نقره ای است و رون‌های SS از دستگیره به درپوش پومل منتقل می‌شوند.